# فسفونات

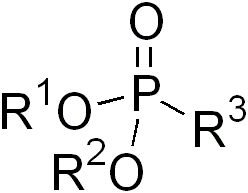
فرمول عمومی استر یک فسفنیک اسید.

فسفونات(به انگلیسی: Phosphonate)ها یا فسفونیک اسید دسته‌ای از ترکیبات آلی فسفر با فرمول کلی C-PO(OH)۲ یا C-PO(OR)۲ است که در آن (R=آلکیل, آریل) است.